# Ingrid Dordain
Ingrid Dordain ou Ingrid Dordain Saint, née le 18 mars 1978 à Paris, est une femme politique française. Elle est députée de 2023 à 2024.

## Biographie
Cheffe de service socio-éducatif, Ingrid Dordain est présidente de l'association SATED Hauts-de-France, de 2006 à 2020. Elle est à l'initiative de la création d'une maison de répit pour les familles d'enfants avec autisme et loisirs adaptés. 
Elle est la suppléante de Barbara Pompili aux élections législatives françaises de 2022 au cours desquelles l'ancienne ministre est élue députée Renaissance. Ingrid Dordain accède à l'Assemblée nationale en septembre 2023 à la suite de la démission de la députée titulaire et comme cette dernière elle devient membre apparentée du Groupe Renaissance.
Elle est membre de la Commission des affaires étrangères de l'Assemblée nationale.
Candidate à sa succession lors des élections législatives anticipées de juin 2024, elle est éliminée au premier tour en obtenant 3,09 % des voix.